# Municipio de Scandia (Kansas)
El municipio de Scandia (en inglés: Scandia Township) es un municipio ubicado en el condado de Republic en el estado estadounidense de Kansas. En el año 2010 tenía una población de 468 habitantes y una densidad poblacional de 5,02 personas por km².

## Geografía
El municipio de Scandia se encuentra ubicado en las coordenadas 39°47′1″N 97°45′44″O / 39.78361, -97.76222. Según la Oficina del Censo de los Estados Unidos, el municipio tiene una superficie total de 93.16 km², de la cual 92,29 km² corresponden a tierra firme y (0,93 %) 0,87 km² es agua.

## Demografía
Según el censo de 2010, había 468 personas residiendo en el municipio de Scandia. La densidad de población era de 5,02 hab./km². De los 468 habitantes, el municipio de Scandia estaba compuesto por el 98,72 % blancos, el 0,43 % eran afroamericanos, el 0,43 % eran amerindios y el 0,43 % eran de una mezcla de razas. Del total de la población el 1,28 % eran hispanos o latinos de cualquier raza.